# Nafusi
Nafusi (Eigenbezeichnung ⵜⴰⵏⴼⵓⵙⵉⵜ Tanfusit) ist eine in den Nafusa-Bergen im westlichen Libyen verbreitete Berbersprache mit ca. 220.000 (2015) Sprechern.
Die Online-Datenbank Ethnologue zählt auch das in Tunesien von etwa 26.000 Menschen gesprochene Djerbi zum Nafusi.